# Los Gritos
Los Gritos fue un grupo de pop español formado en Fuengirola a finales de los años 60 por Manolo Galván (vocalista, bajista y compositor), José Ramón Romero Núñez (batería), José Sierra Blanco y Francisco Doblas Vega (guitarristas).

## Historia
Tras una primera etapa infructuosa, Manolo Galván reforma el grupo en 1968 y consigue un contrato con la discográfica Belter. Participan en la décima edición del Festival de Benidorm de ese mismo año y se proclaman vencedores interpretando la canción "La vida sigue igual" junto a Julio Iglesias. En 1969 participan en la película de Pedro Lazaga Abuelo Made in Spain junto a Paco Martínez Soria, en la que interpretan la canción "Veo visiones". En 1970 el grupo desaparece al reconvertirse en La Zarzamora. En 1972 Manolo Galván inicia su trayectoria en solitario.

## Discografía[4]

### LP
- Los Gritos (Belter, 1969)

### Sencillos
- "La vida sigue igual" / "Los molinos de la Mancha" (Belter, 1968)
- "Vuelvo a mi tierra" / "Estoy de vacaciones" (Belter, 1968)
- "La vida sigue igual" / "Nos abrasa el sol" (Belter, 1968)
- "Cuidado con las señoras" / "Tusset Street" (Belter, 1968)
- "Veo visiones" / "Reiremos, soñaremos" (Belter, 1969)
- "El carnaval" / "Te vendo un trozo de sol" (Belter, 1969)
- "Adiós verano, adiós amor" / "Se apaga el mundo" (Belter, 1969)
- "El hombre" / "Isabel, te canto" (Belter, 1969)
- "Lamento" / "Pasado mañana" (Belter, 1970)
- "Yo en mi casa y ella en el bar" / "La niña de los ojos grandes"  (Belter, 1970)
- "Sentado en la estación" / "Ven, vamos a cantar" (Belter, 1970)